# Ingrià
L'ingrià és una de les llengües uralianes parlada pels ingrians (en particular ortodoxos). És una llengua molt afí al finès, i actualment en via d'extinció puix que tan sols té 362 locutors, la major part dels quals són d'edat avançada.
No s'ha de confondre amb els dialectes finesos sud-orientals que es parlen a Íngria, en efecte el finès esdevingué la llengua d'aquest territori al segle xvii, per la immigració de luterans finesos a la regió (els seus descendents són coneguts com a ingrians finlandesos). Aquest immigració fou promoguda per Suècia que havia guanyat Íngria als russos el 1617, la població local essent, llavors i encara ara, ortodoxa.

## Història
Entre 1932-1937, una ortografia basada en el llatí per la llengua Ingriana existia. S'ensenya a les escoles de la Península Soikino i l'àrea al voltant de la boca del riu Luga. Diversos textos van ser publicats, l'any 1936, fins i tot una gramàtica de la llengua. No obstant això, el 1937 es va abolir la llengua escrita dels ingrians, i es va començar les repressions en massa dels camperols.

## Alfabet
| A a | Ä ä | B b | V v | G g | D d | E e | Ƶ ƶ |
| Z z | I i | J j | K k | L l | M m | N n | O o |
| Ö ö | P p | R r | S s | T t | U u | F f | H h |
| C c | Ç ç | Ş ş | Ь ь |     |     |     |     |

## Gramàtica
De la mateixa manera que altres llengües uralianes, l'ingrià és una llengua extremadament aglutinant